# Дометий (епископ Византийский)
Епископ Дометий (греч. Δομέτιος ум. 284) — епископ Византийский, занимавший кафедру на протяжении 12 лет (272-284 гг.).
Предшественником Епископа Дометия был Епископ Тит, а приемником Дометия являлся Епископ Руфин.
Родным братом Епископа Дометия был Руфин, имел двух сыновей — Проба и Митрофана. Разочаровавшись в язычестве, Дометий уверовал во Христа и был крещён.
Во время преследований христиан в Римской империи, Дометий удалился вместе с сыновьями в Византий, где стал обучаться закону Господню у епископа Тита. Видя трудолюбие и веру Дометия, епископ Тит рукоположил его во пресвитера. После смерти Тита в 272 году, Дометий был возведен на епископский престол Византия. Епископ Дометий занимал кафедру до 284 года. Впоследствии ему наследовали его сыновья Проб и святитель Митрофан.
Епископ Дометий упоминается в ряде византийских календарей, в Патмосском списке Типикона Великого вместе с Пафнутием, в списке Сергея Спасского упоминается как одно лицо с Дометием Персиянином.